# Chrám svatého archanděla Michaela (Topoľa)
Chrám svatého Michaela archanděla je dřevěná stavba řeckokatolické církve, která byla postavena na malé vyvýšenině na okraji obce Topoľa v okrese Snina na Slovensku. Je národní kulturní památkou Slovenské republiky. Náleží děkanátu Snina archeparchie prešovská Slovenské řeckokatolické církve.

## Historie
Chrám byl postaven kolem roku 1700 v jedinečném slohu karpatských cerkví, které jsou typické pro okolí Sniny. Na své místo byl přemístěn v roce 1780 z dolní části obce. Byl opravován začátkem 20. století a v roce 2010. Postavením nového zděného chrámu zasvěceného svatému Petru a Pavlovi v roce 1994 se v dřevěném chrámu konají mše nepravidelné.

## Architektura

### Exteriér
Cerkev je orientovaná dřevěná roubená trojdílná stavba na nízké kamenné podezdívce. Na trojboké kněžiště navazuje širší čtvercová loď s babincem na západní straně. Nad babincem je věž zakončená seříznutou pyramidální střechou, ze které vystupuje půdorysně menší hranolová věžička zakončená tříramenným křížem. Stavebním materiálem je jedlové a bukové dřevo. Loď a kněžiště jsou společně zastřešeny sedlovou střechou krytou šindelem. Na konci hřebene je opět tříramenný kříž. Střecha prodloužená přes okapovou stranu spočívá na dřevěných sloupech.
Ve věži bývaly tři zvony, které byly přemístěny do volně stojící zvonice a nakonec zavěšeny do věže nového kostela.

### Interiér
V interiéru v lodi je valená klenba, v kněžišti a babinci jsou stropy ploché. V kněžišti je barokní hlavní oltář z 18. století s ikonou Sejmutí z Kříže, v lodi je barokní ikonostas. Loď a babinec odděluje sloupy podepřená kruchta.

### Ikonostas
Ikonostas byl vyroben v Rybotyčské ikonopisné dílně v polovině 18. století za použití částí původního ikonostasu z poloviny 17. století. Během restaurování v letech 2009–2014 byly objeveny několikeré přemalby.
Ikonostas má čtyři řady. V první řadě jsou ikony svatého Mikuláše, Bohorodičky Hodegitria, Krista učitele, svatého Michaela archanděla (patrona chrámu). Ve druhé řadě jsou ikony svátků, ty jsou rozdělené ikonou Poslední večeře. Ve třetí řadě ikon je uprostřed apoštolů Kristus velekněz s Bohorodičkou a svatým Janem Křtitelem. Čtvrtou řadu tvoří ikony proroků. Uprostřed na trojramenném kříži červené barvy je Kristus po jehož stranách je postava Bohorodičky a svatého Jana Evangelisty.
Na carských (hlavních) dveřích je šest medailónů, které představují čtyři evangelisty a výjevy Zvěstování. Nad oběma diakonními (boční) dveřmi jsou ikony s výjevy Poslední večeře Páně a Uložení Ježíše do hrobu.

## Okolí
U chrámu je dřevěná zvonička nyní bez zvonů, vojenský a židovský hřbitov. Vojenský hřbitov s hroby vojáků padlých v první světové válce. Židovský hřbitov ohrazen kamennou zdí se šedesáti zachovalými hroby.
Dřevěná zvonička byla postavena na začátku 20. století. Samostatně stojící drobná stavba na půdorysu obdélníku je štenýřové konstrukce na kamenných základech. Stěny jsou deštěné, střecha je krytá šindelem zakončena jednoduchým křížem.

## Galerie

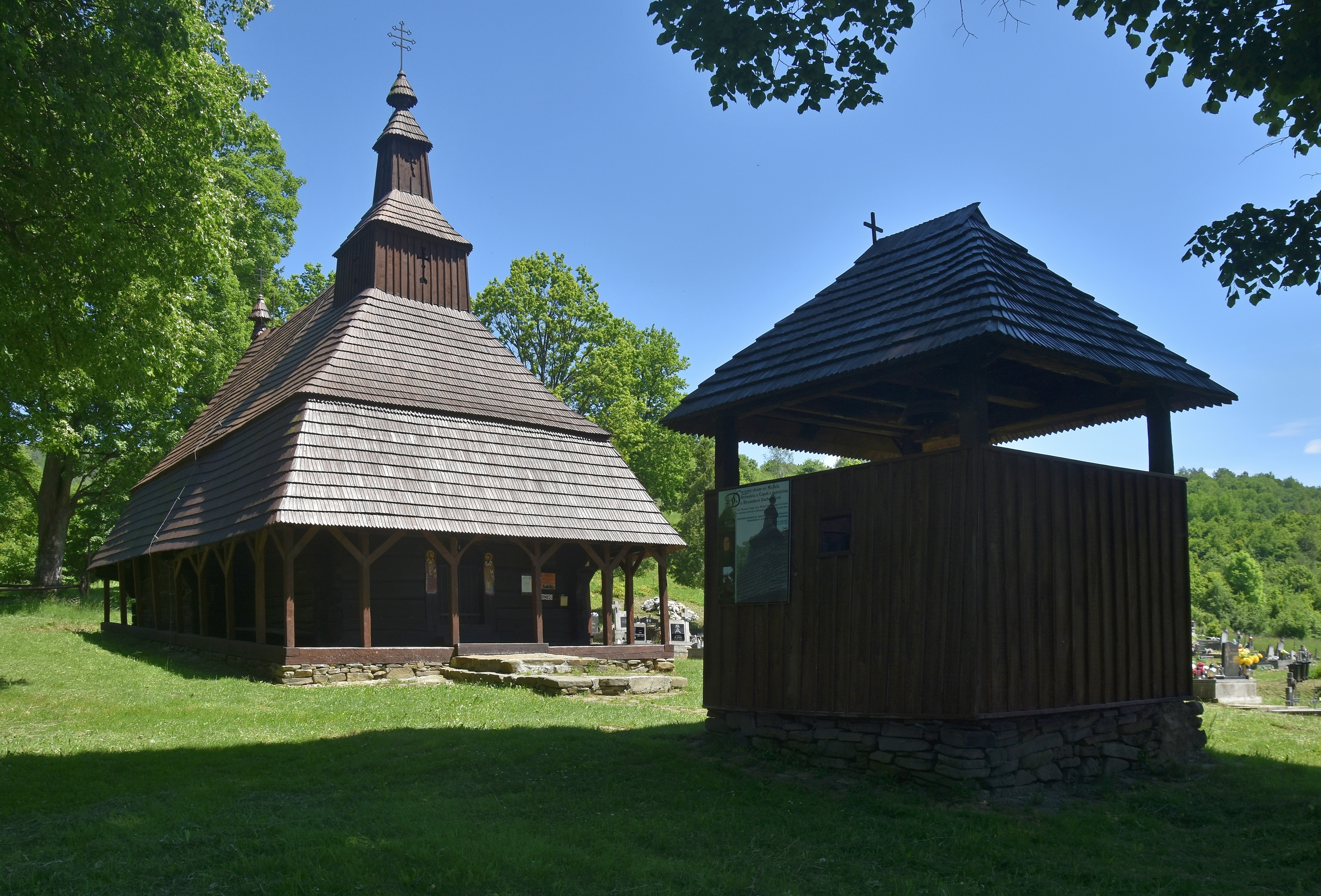
Chrám se zvonicí
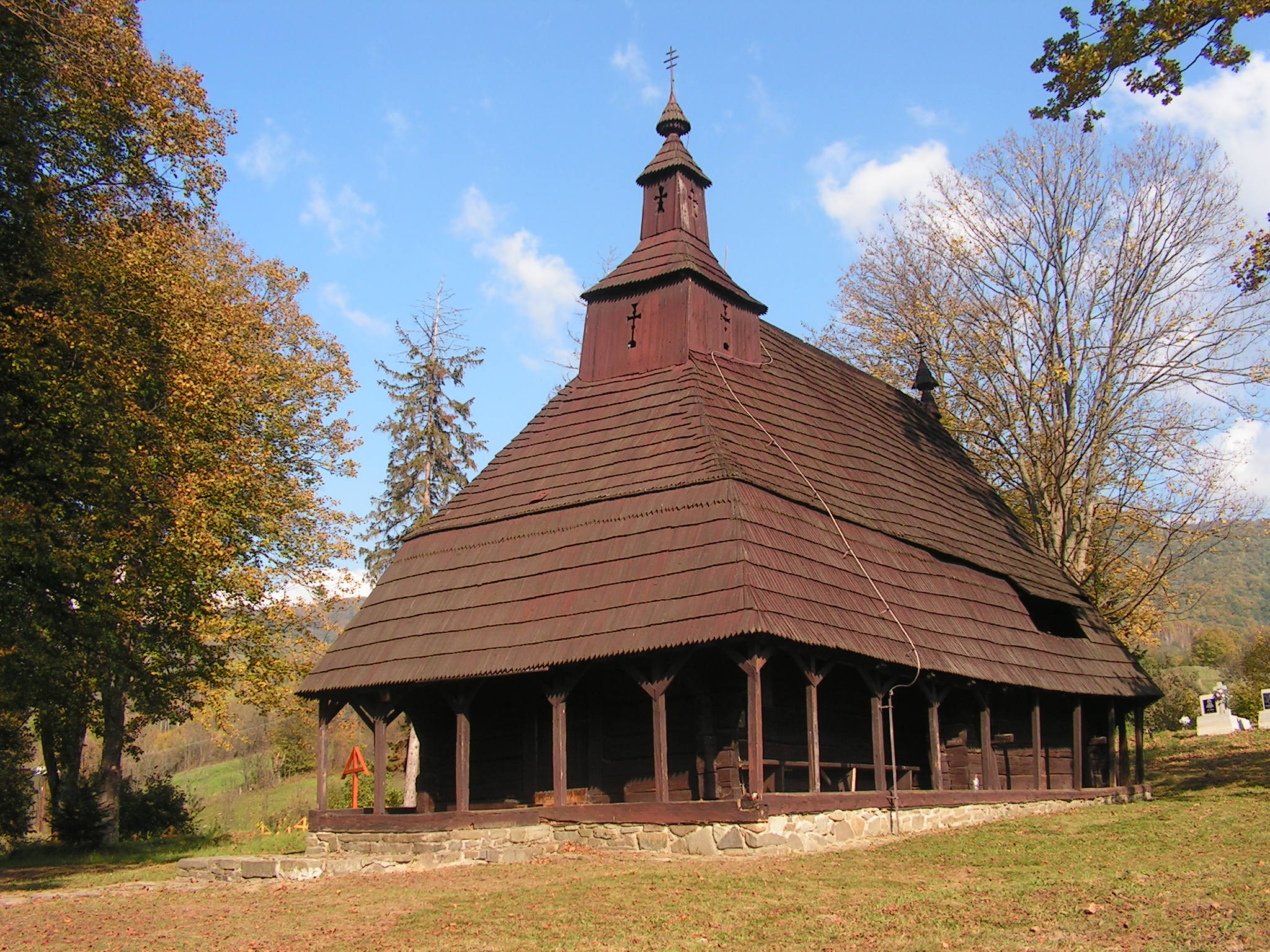
Západní strana
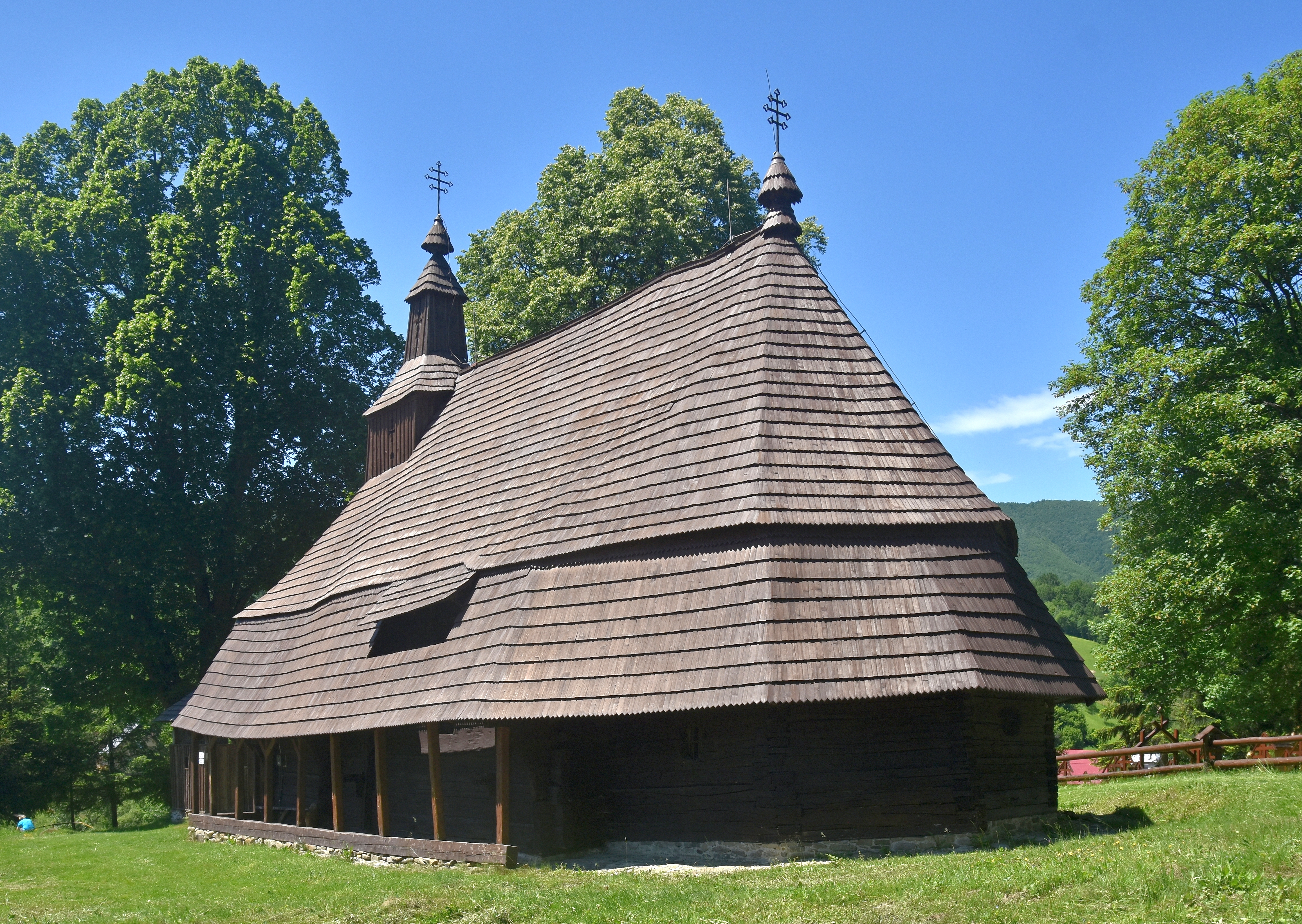
Východní část
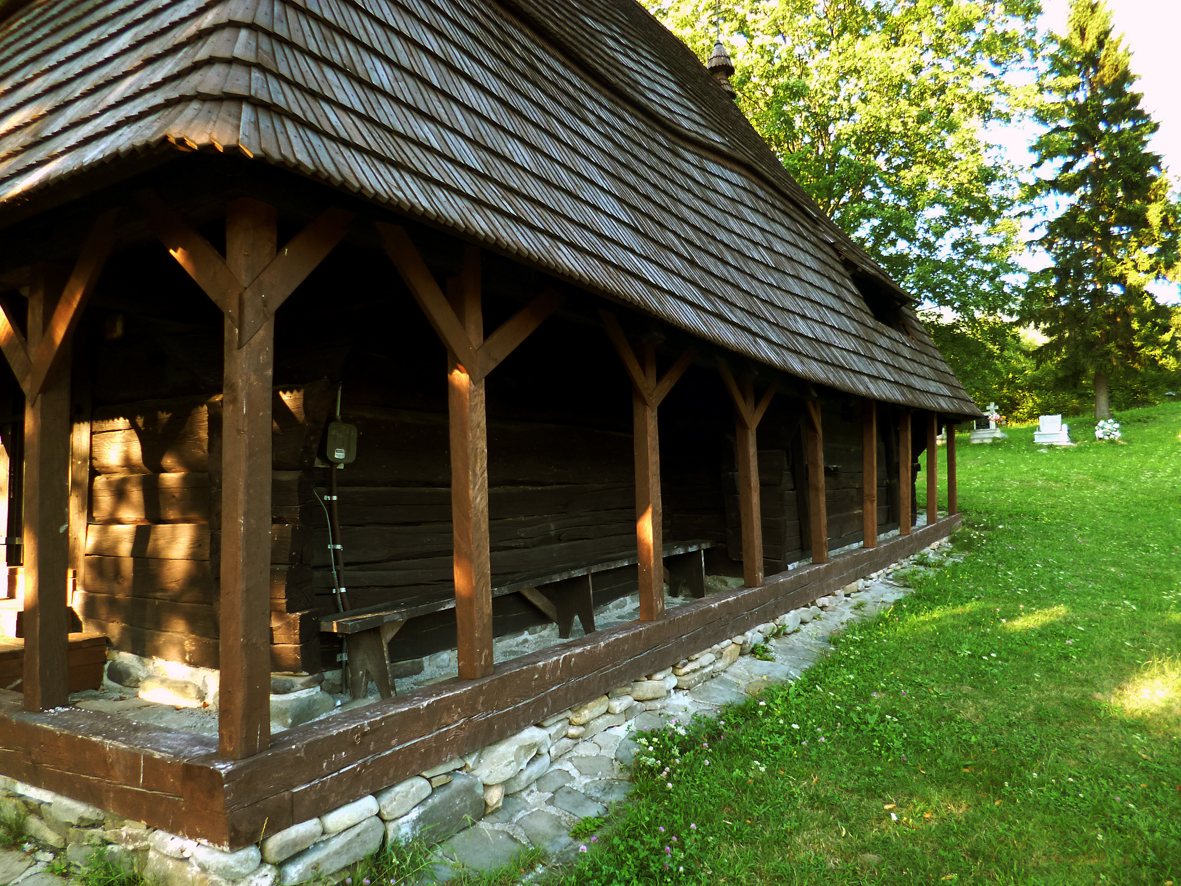
Sobota kolem chrámu
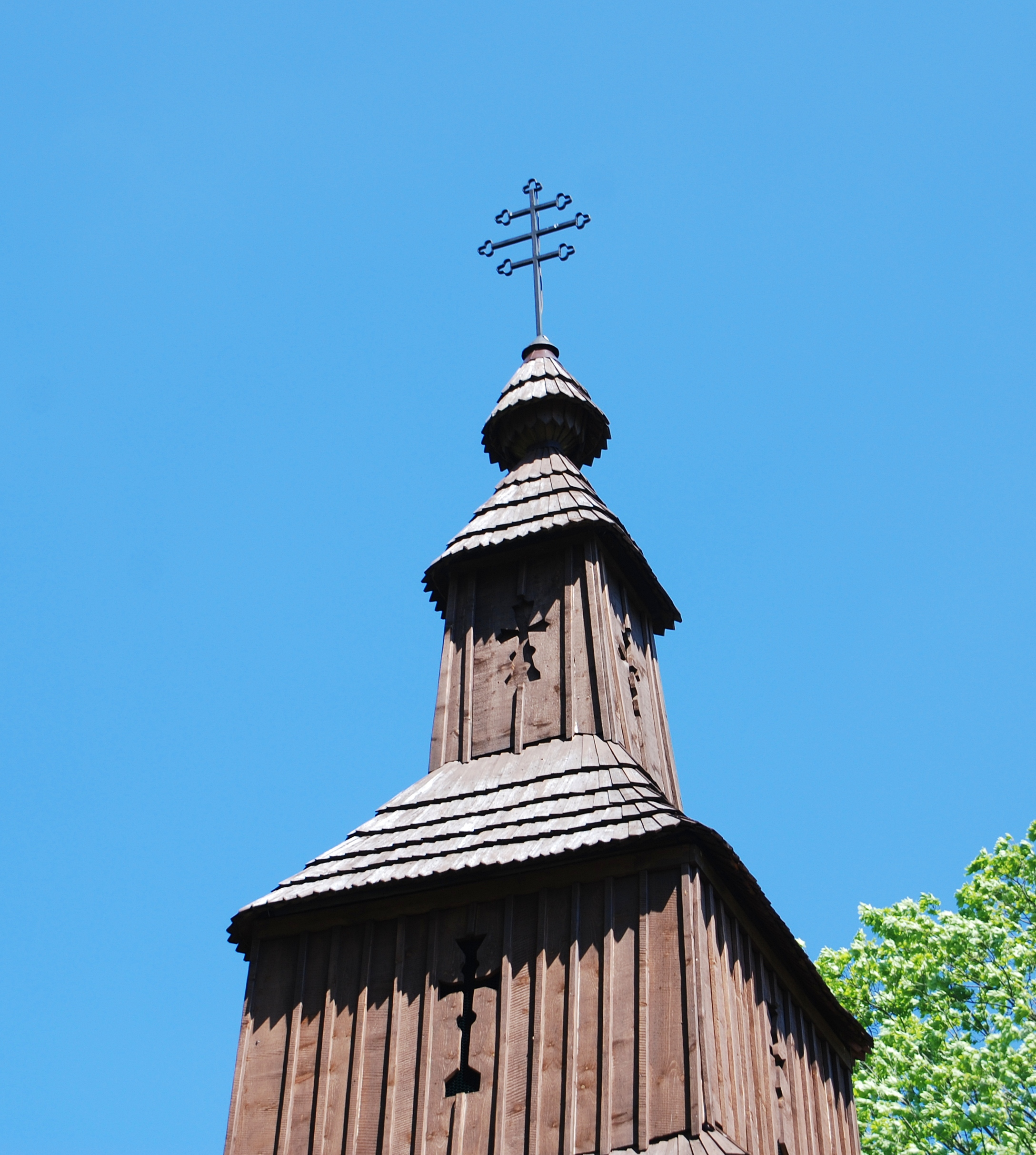
Detail věže
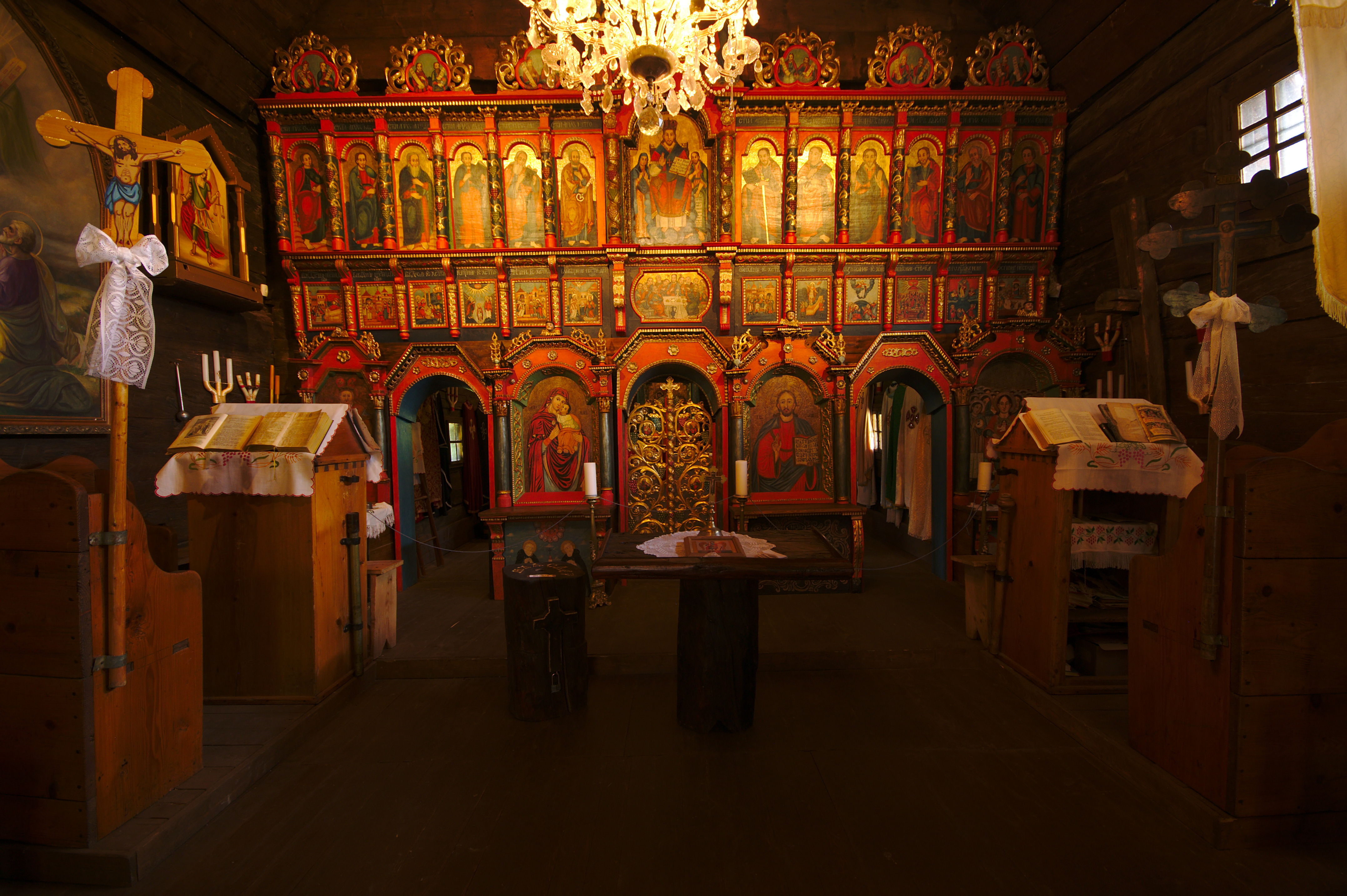
Ikonostas
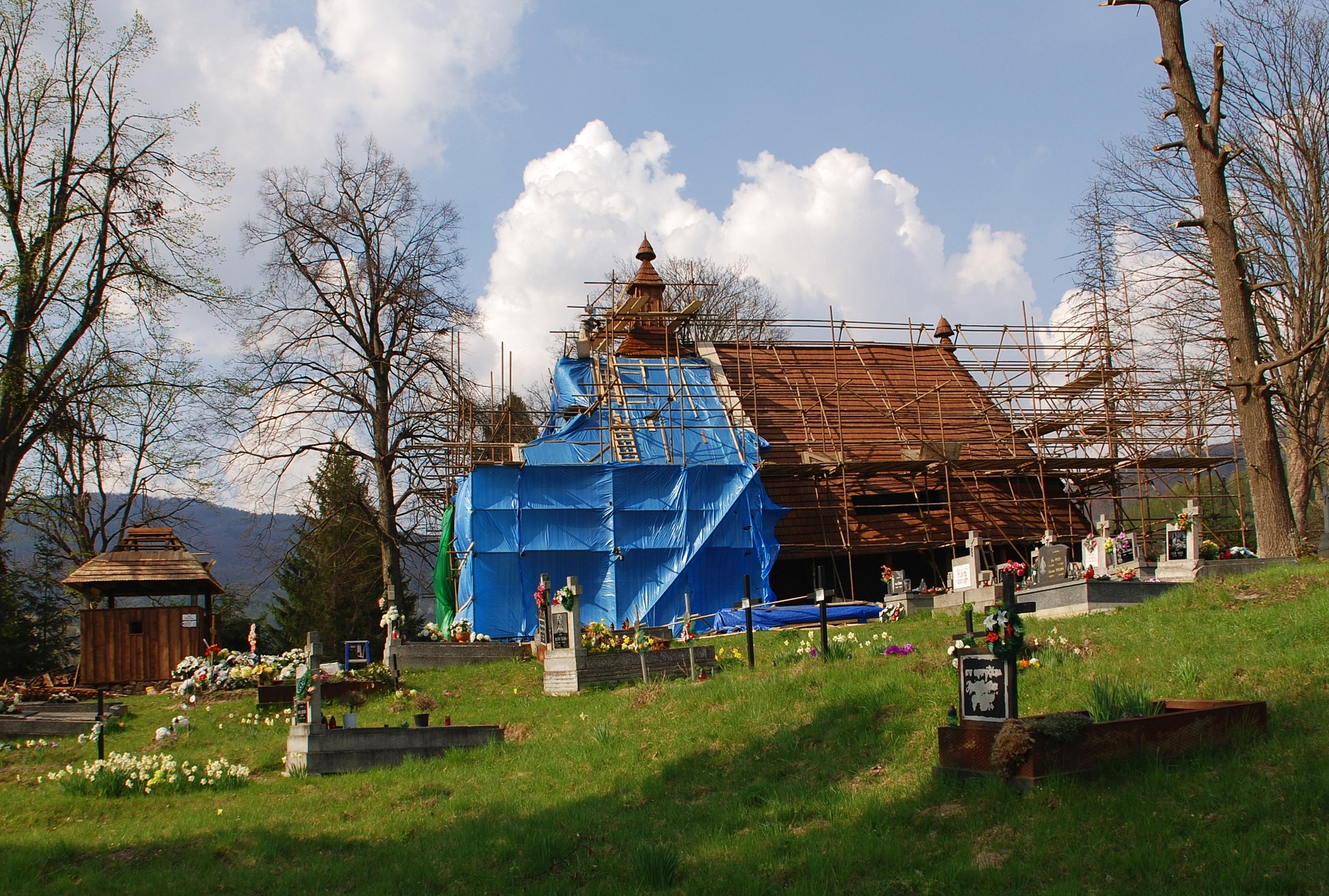
Oprava chrámu v roce 2010
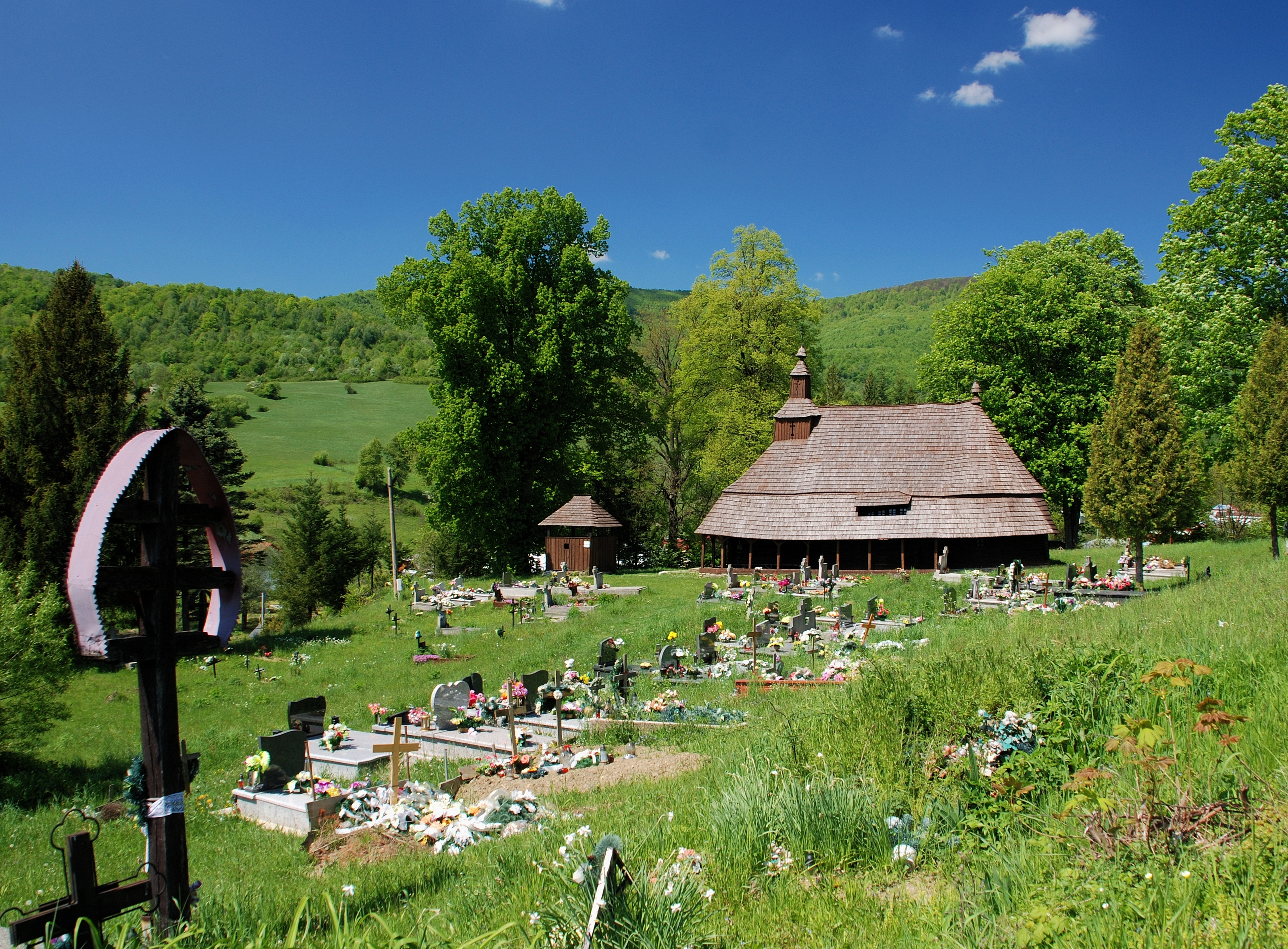
Okolí kostela
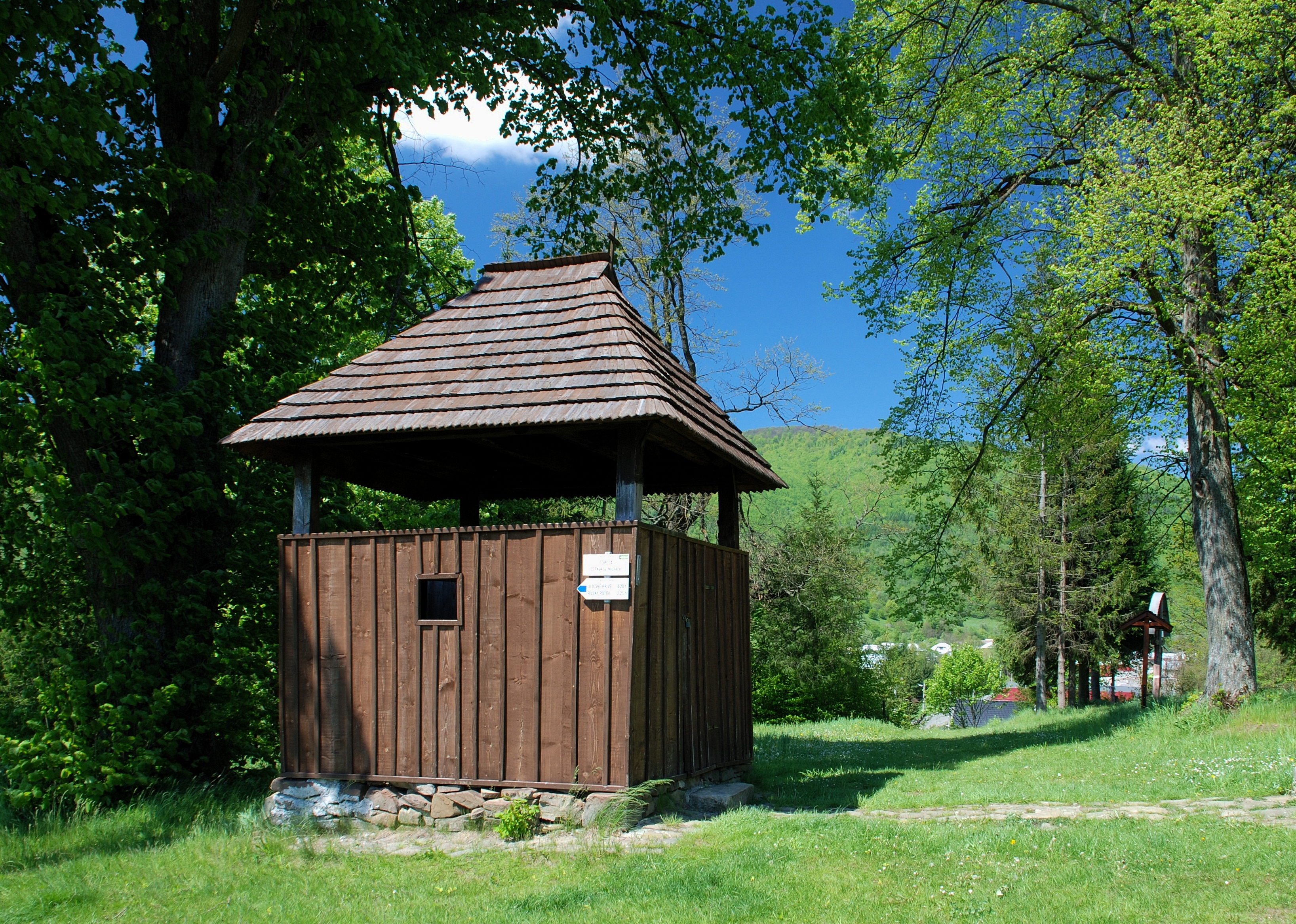
Zvonice